# Sulisławice

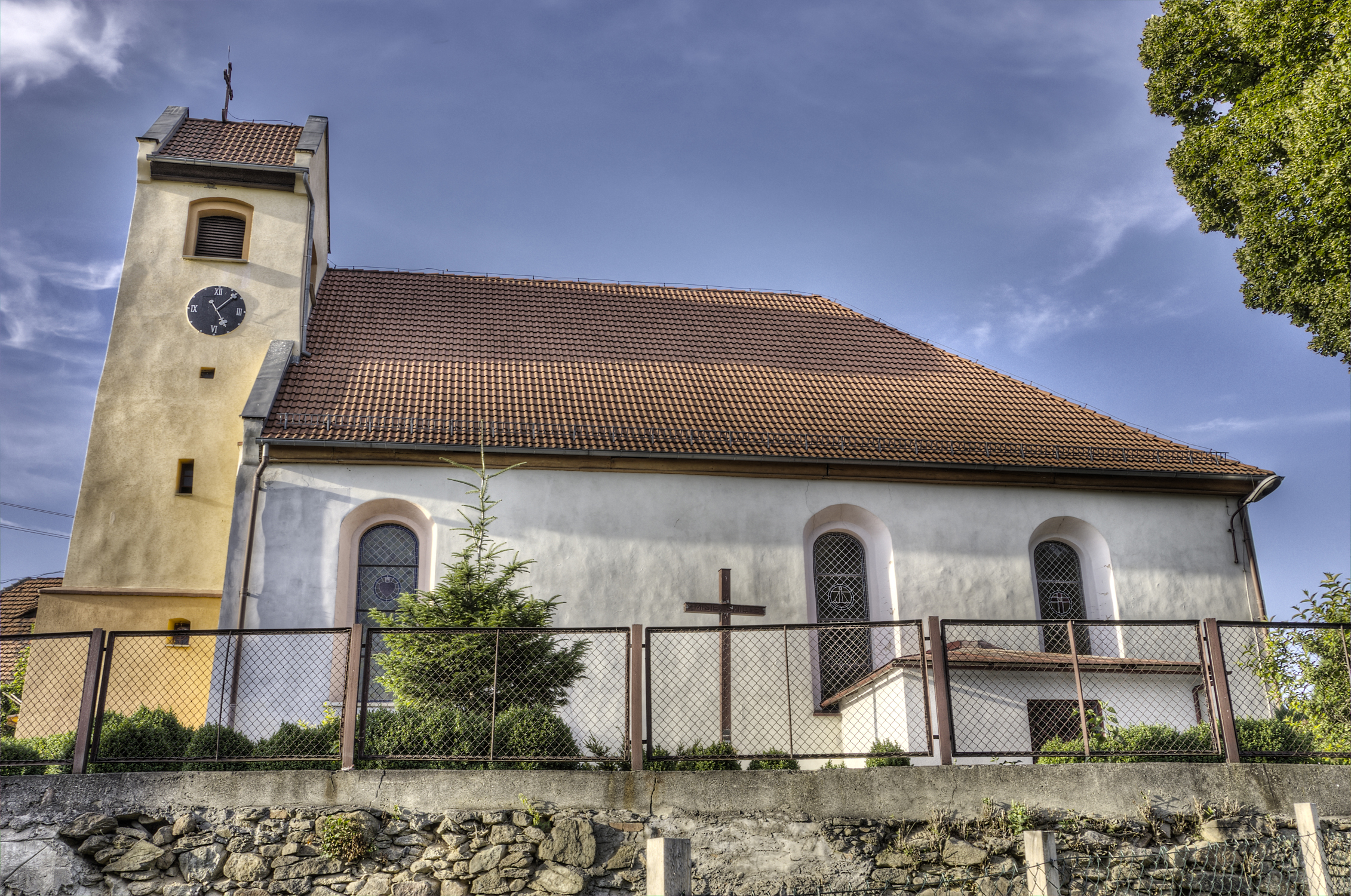
Pfarrkirche St. Anton in Sulislawice

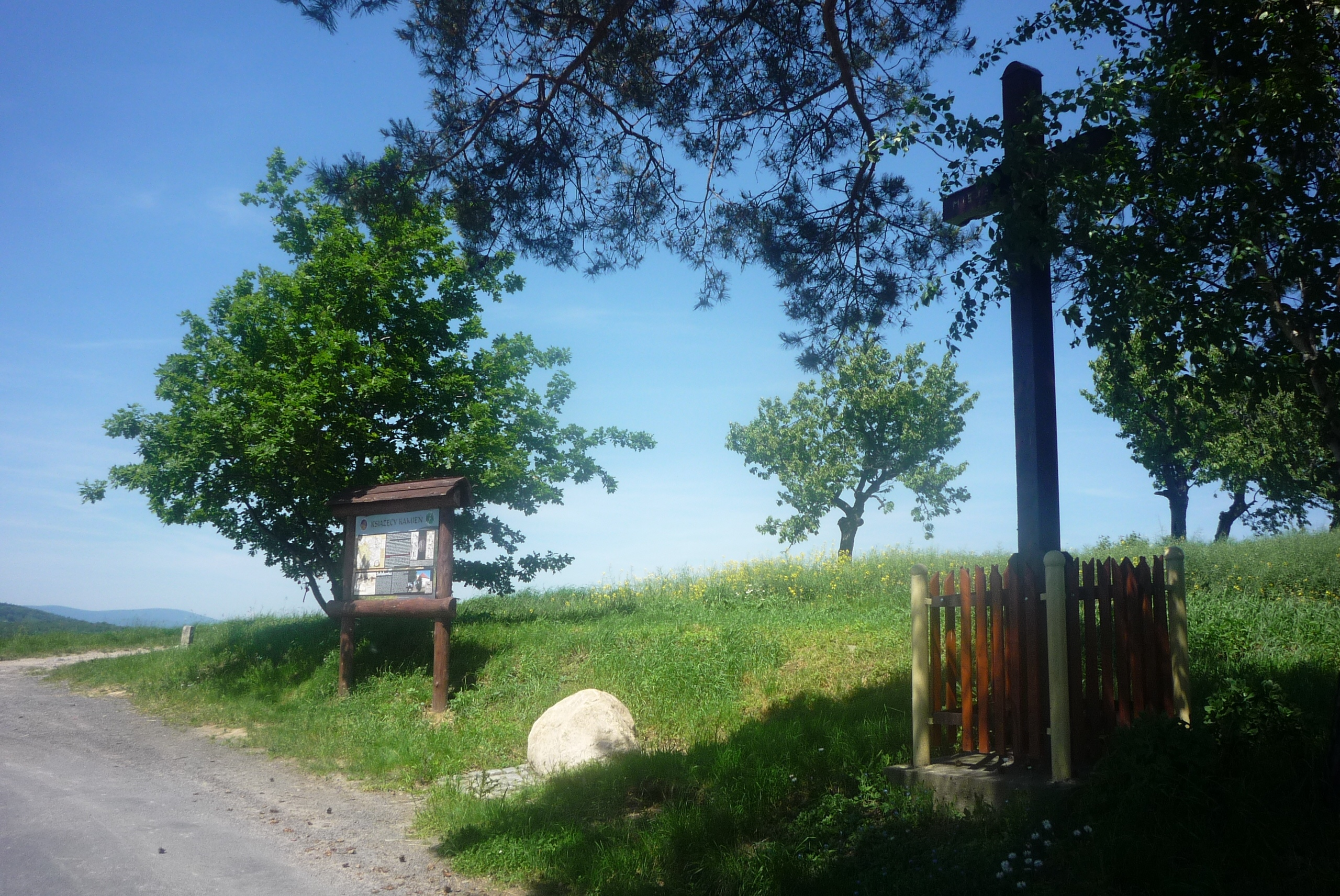
Platz am Fürstenstein

Sulisławice (deutsch Zülzendorf) ist ein Ort in der Stadt- und Landgemeinde Ząbkowice Śląskie (Frankenstein) im Powiat Ząbkowicki der Woiwodschaft Niederschlesien in Polen.

## Lage
Sulisławice liegt etwa acht km nördlich von Ząbkowice Śląskie (Frankenstein) und 55 km südlich von Breslau. Nachbarorte sind Brodziszów (Dittmannsdorf) im Westen, Ligota Mała (Klein Ellguth) im Norden, Szklary-Huta im Süden und Tomice (Tomnitz) im Osten.

## Geschichte
Zülzendorf wurde von 1304 bis 1324 als Sulislai villa bzw. Czulislawicz erwähnt, 1375 als Czölczilndorff und 1385 als Czulczendorff. Der Ort lag im piastischen Herzogtum Brieg, mit dem es 1675 durch Heimfall an Böhmen fiel. Seit 1534 war die Kirche von Zülzendorf evangelisch. Im Dreißigjährigen Krieg wurde das Dorf verwüstet und die Kirche durch einen Brand zerstört. Nach 1654 diente die Kirche den Protestanten aus dem Herzogtum Münsterberg als Zufluchtsstätte. Laut einer Legende versammelten sich die Gläubigen vor dem Gottesdienst am Ende des Dorfes am sogenannten Fürstenstein. Zur evangelischen Parochie waren gepfarrt: Zülzendorf und Thomnitz. Katholisch gehörte der Zülzendorf zur Pfarrei Protzan.
Grundherr war Ende 18. Jahrhundert Johann Maximilian von Saurma. 1845 war der Besitzer Friedrich Graf von Saurma. Nach den Schlesischen Kriegen kam Zülzendorf 1742 an Preußen. 1783 zählte das Dorf eine evangelische Kirche, ein Vorwerk, ein Pfarr- und Schulhaus, eine Wasser- und Windmühle, 41 Häuser und 296 Einwohner. Nach der Neugliederung Preußens gehörte es seit 1815 zur Provinz Schlesien und war seit 1816 dem Kreis Nimptsch eingegliedert.
1845 beinhaltete Zülzendorf 74 Häuser, ein herrschaftliches Schloss und Vorwerk, 455 Einwohner, davon 17 katholisch und der Rest evangelisch, eine evangelische Pfarrkirche und Pfarrwidum unter dem Patronat der Grundherrschaft, eine evangelische Schule, eine Wassermühle, eine Windmühle, eine Brauerei, eine Brennerei, 26 Leinwebstühle, fünf Handwerker und vier Händler. Nach Auflösung des Kreises Nimptsch 1932, wurde die Gemeinde dem Landkreis Frankenstein zugeteilt.
Als Folge des Zweiten Weltkriegs fiel Zülzendorf 1945 mit dem größten Teil Schlesiens an Polen und wurde in Sulisławice umbenannt. Nachfolgend wurde die einheimische deutsche Bevölkerung weitgehend vertrieben. Die neu angesiedelten Bewohner waren teilweise Zwangsumgesiedelte aus Ostpolen, das an die Sowjetunion gefallen war.
2004 besaß Sulisławice 310 Einwohner. 2010 stieg die Einwohnerzahl auf 320 Personen.

## Sehenswürdigkeiten
- Die römisch-katholische Filialkirche St. Anton geht auf das 14. Jahrhundert zurück, ursprünglich evangelisch, Vorgängerbau aus dem 16. Jahrhundert, im Dreißigjährigen Krieg zerstört, im 18. Jahrhundert erneuert, 1801 durch einen Brand abermals zerstört, heutiger Bau und Ausstattung aus dem 19. bis 20. Jahrhundert.
- Gebäudekomplex aus der Mitte des 19. Jahrhunderts, am Wohngebäude Gedenktafel von Maximilian von Saurma, bez. 1882.